# 树鹨
树鹨为鶺鸰科鹨属的鸟类，俗名树鲁、木鹨、麦加蓝儿。繁殖範圍遍及亞洲南部、北中部和東部，以及歐洲俄羅斯的東北部。它是一種長途遷徙的候鳥，冬季會遷徙至南亞和印尼。其與林鷚相似。然而，林鷚的背部顏色較為橄欖綠，條紋較少，且頭部的花紋不同，眼眉線更為明顯。
屬名 Anthus 來自拉丁語，是草原小鳥的名稱。種名 hodgsoni 是為了紀念英國外交官和收藏家布賴恩·霍頓·霍奇森。

## 分佈
分布于前苏联、东至阿尔泰山、蒙古、勘察加半岛、日本、琉球群岛、菲律宾、中南半岛、印度以及中国大陆的东北、内蒙古、河北、甘肃、青海、四川、西藏、云南、长江以南地区等地，
- 夏季：從喜馬拉雅山脈的巴基斯坦和印度，向西經尼泊爾至中國，北至甘肅省，並向東經韓國至日本，北至北中亞及東北歐（俄羅斯）。偶爾在西歐也有少量迷鳥出現。繁殖於尼泊爾東部高達4,500米（14,800英尺）的高度。
- 冬季：分佈於整個南亞，從印度半島東至東南亞及菲律賓。
- 棲地：影響開闊地區，冬季在常綠林地，夏季在樹林和木本生物群落中棲息。多见于杂木林、针叶林、阔叶林、灌木丛及其附近的草地以及也见于居民点、田野。该物种的模式产地在陕西南部。[2]

## 描述
- 大小：略大於麻雀（約15 cm（5.9英寸））。
- 外觀：上部為綠褐色，帶有深褐色條紋。眼眉線、雙翼條紋和外側尾羽為白色。下部為白色至黃褐色，胸部和側腹有深褐色條紋。尾羽最外侧一对大部分为白色，中央两枚为暗褐色，其余为暗褐而边缘带有橄榄色。

兩性相似。

- 習性：單獨或成對出現。於地面上跑動覓食，受驚時飛入樹中。飛行時動作不穩且呈波浪狀。
- 叫聲：歌聲類似雲雀，在空中發出，速度較快且音調較高。單聲 tseep 或 spek，與樹鷚相似。
- 食物：昆蟲、草及雜草種子。
- 食物：主要為昆蟲，但也吃種子。

## 繁殖
- 季節：5月至7月。

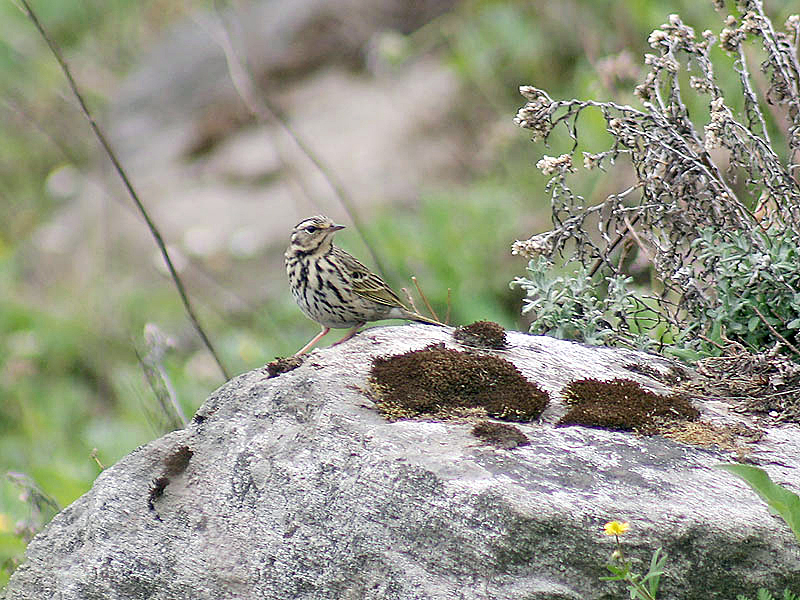
育雛 於 Mailee Thaatch（10000 英尺）馬納利, 古盧縣, 喜馬恰爾邦，印度

- 巢：由苔蘚和草築成的杯狀巢，位於草叢或岩石下方的地面上。棲息於開闊林地和灌木叢。
- 卵：3–5顆，通常4顆，深棕色，帶有較深的斑點。通常會撫育兩窩幼鳥。

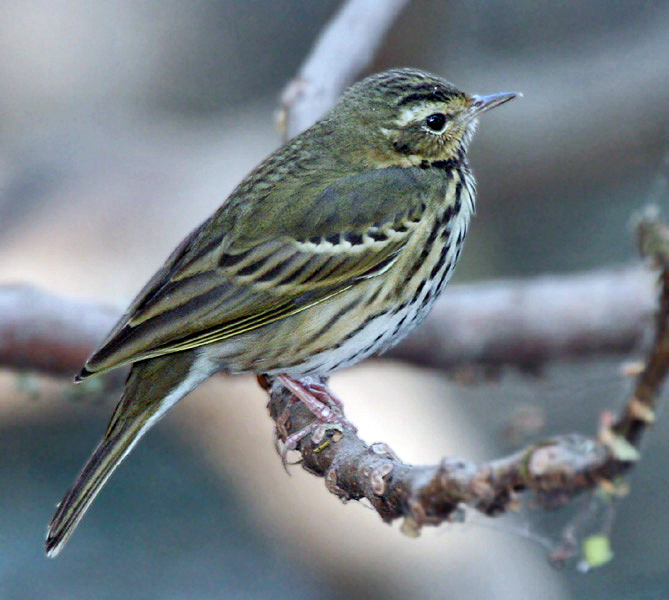
攝於 加爾各答, 印度

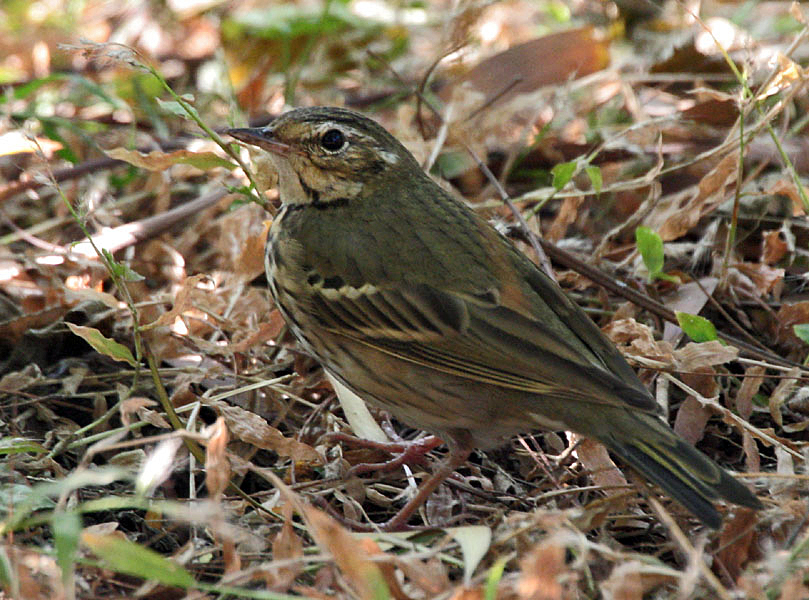
攝於 加爾各答, 印度

## 亚种
- 树鹨指名亚种（学名：Anthus hodgsoni hodgsoni）。分布于喜马拉雅山南部、印度、朝鲜、日本、琉球群岛、菲律宾、中南半岛、台湾以及中国大陆的山西、陕西、甘肃、青海、四川、云南、西藏、广东等地。该物种的模式产地在陕西南部。[5]
- 树鹨东北亚种（学名：Anthus hodgsoni yunnanensis）。分布于前苏联、东至勘察加、外贝加尔地区、蒙古、千岛群岛、库页岛、北海道、越南、朝鲜、菲律宾、中南半岛、印度、台湾以及中国大陆的内蒙古、东北、河北、青海、长江以南地区、四川、云南、西藏、海南等地。该物种的模式产地在云南南部和台湾。[6]

## 外部連結
- 樹鷚(Anthus hodgsoni (yunnanensis))鳴聲(1) （页面存档备份，存于）香港觀鳥會鳥鳴集
- 樹鷚(Anthus hodgsoni (yunnanensis))鳴聲(2) （页面存档备份，存于）香港觀鳥會鳥鳴集